# Palaiochóri (ort i Grekland, Thessalien, Nomós Kardhítsas)
Palaiochóri är en ort i Grekland.   Den ligger i prefekturen Nomós Kardhítsas och regionen Thessalien, i den centrala delen av landet, 230 km nordväst om huvudstaden Aten. Palaiochóri ligger 98 meter över havet och antalet invånare är 553.
Terrängen runt Palaiochóri är platt åt nordost, men åt sydväst är den kuperad. Runt Palaiochóri är det ganska tätbefolkat, med 86 invånare per kvadratkilometer. Närmaste större samhälle är Trikala, 10,6 km nordväst om Palaiochóri. Trakten runt Palaiochóri består till största delen av jordbruksmark.